# University of Dayton

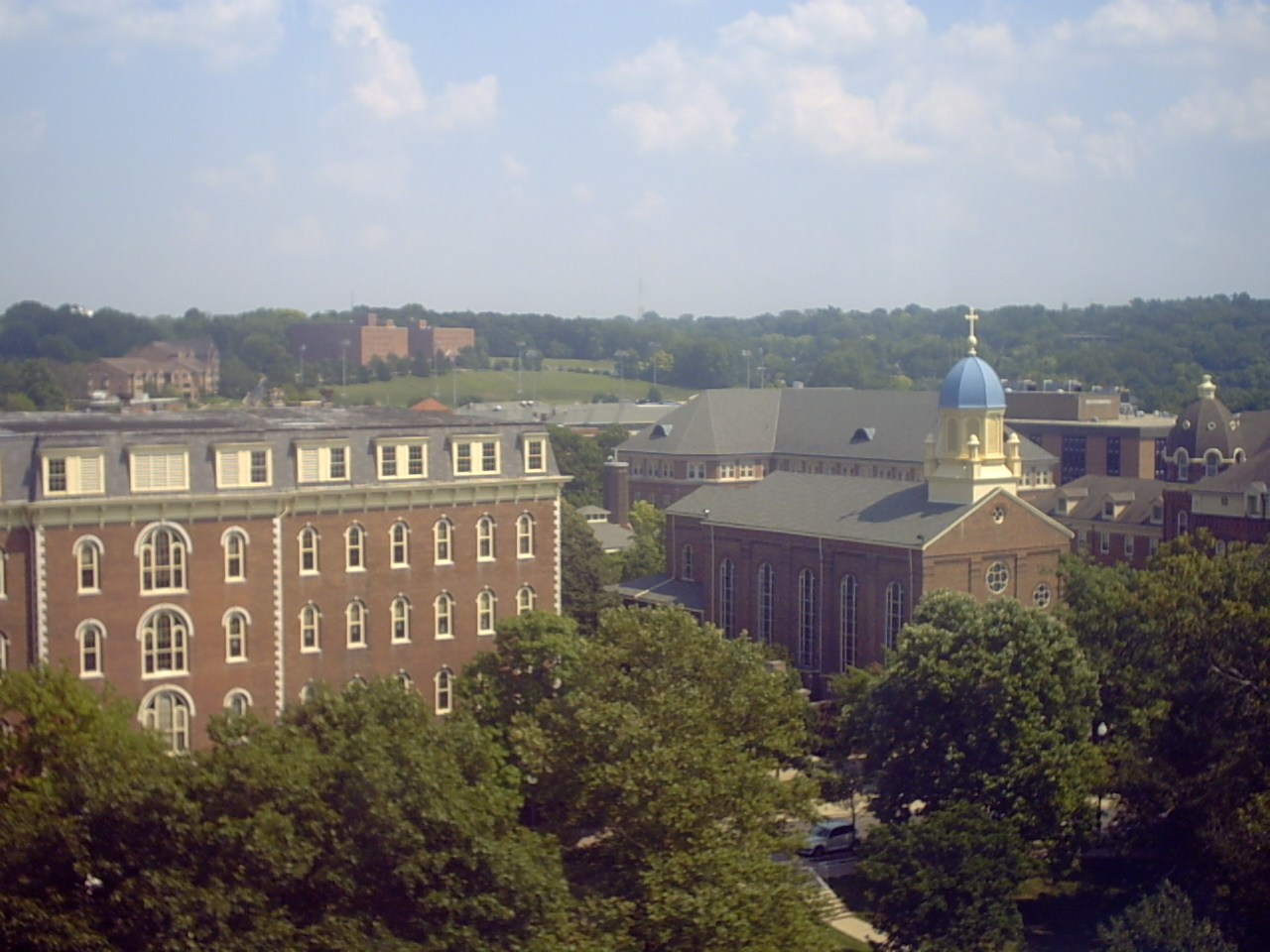
St. Mary’s Hall

Die University of Dayton ist eine private, katholische Universität in Dayton im US-Bundesstaat Ohio. Die Hochschule wurde 1850 als St. Mary’s School for Boys gegründet. Derzeit (2019) sind hier 10.889 Studenten eingeschrieben. Auf Grund einer engen Partnerschaft mit der Universität Augsburg, absolvieren seit 1991 jährlich bis zu 15 ausgewählte Studenten ein MBA-Studium in Dayton.

## Fakultäten
- Ingenieurwissenschaften
- Künste und Wissenschaften
- Pädagogik und verwandte Berufe
- Rechtswissenschaften
- Wirtschaftswissenschaften
- Graduate School

## Sport

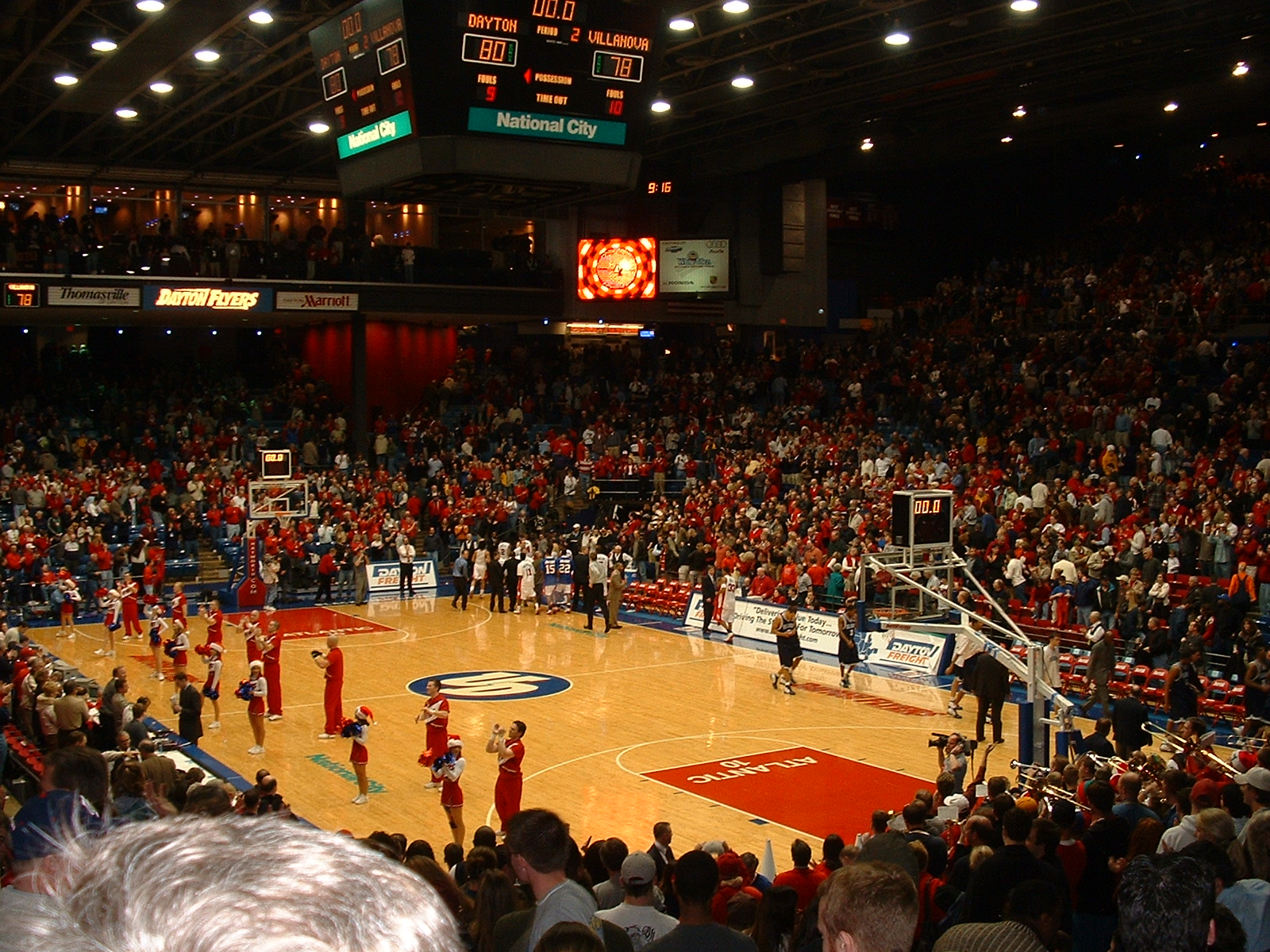
UD Arena

Die Sportteams der University of Dayton sind die Dayton Flyers. Die Hochschule ist Mitglied der Atlantic 10 Conference.

## Persönlichkeiten
- Joseph Desch  (1907–1987), Kryptologe
- Dominic Spinelli (1923–1945), Soldat und Namensgeber der Spinelli-Barracks in Mannheim
- Jack Bresenham (* 1937), Informatiker
- Erma Bombeck (1927–1996), Schriftstellerin
- Bill Lange (1928–1995), American-Football-Spieler
- Chuck Noll (1932–2014), American-Football-Spieler und -Trainer
- Kathleen Fitzpatrick, Diplomatin
- Jon Gruden (* 1963), American-Football-Trainer
- Nan Whaley (* 1976), Politikerin
- Brittany Persaud (* 1990), Fußballspielerin
- Adam Trautman (* 1997), American-Football-Spieler
- Kostas Antetokounmpo (* 1997), griechischer Basketballspieler
- Obi Toppin (* 1998), Basketballspieler